# 台灣流浪兔保護協會
社團法人台灣流浪兔保護協會（英文：Taiwan Stray Bunny Protection Association）是台灣的一個動物保護公益組織。成立於2009年6月13日。於2009年10月26日登記為法人。是台灣第一個以家兔（寵物兔）為主的全國性動保團體，常被媒體簡稱為「浪兔協會」。該協會前身為「兔寶貝急難救助小組」。以發動社會力量保護及救援流浪兔、受虐兔為宗旨。宣導正確的寵物兔飼養觀念。於新北市中和區設有中途兔安置中心。

## 外部連結
- 社團法人台灣流浪兔保護協會 官方網頁 （页面存档备份，存于）
- 社團法人台灣流浪兔保護協會 Facebook專頁